# Fedez
Fedez (рус. Фе́дец), настоящее имя — Федери́ко Леона́рдо Лючи́я (итал. Federico Leonardo Lucia; род. 15 октября 1989 года, Милан, Италия) — итальянский рэпер, певец и музыкальный продюсер.

## Биография
Федерико родился 15 октября 1989 года в городе Милане, вырос в городе Буччинаско, В ранней юности он посещал художественную школу, но через четыре года ушёл из неё.
В 2007 году в возрасте 18-ти лет Fedez выпустил первый мини-альбом «Pat-a-Cake». В 2011 году Fedez выпустил первый альбом «Penisola che non c'è», а в декабре того же года вышел его второй альбом «Il mio primo disco da venduto». После выпусков двух альбомов он пел и читал рэп в альбомах других артистов только как гость.
В 2013 году Fedez выпустил третий альбом «Sig. Brainwash - L'arte di accontentare», который занял первое место в местном хит-параде среди альбомов. Через несколько недель после его выпуска, альбом стал платиновым, альбом продал 60 000 экземпляров, а через год 150 000 экземпляров.
В декабре 2013 года он основал свой собственный лейбл Newtopia вместе с другим итальянским исполнителем J-Ax
В 2014 году Fedez стал членом жюри местного телепроекта X Factor (Италия), итальянской версии шоу талантов The X Factor (Великобритания), в восьмом сезоне до финала дошли два участника его категории Madh и Лоренцо Фрагола. В 9 сезоне второе место заняли Дженнаро Райа и Алессио Йодиче из группы Urban Strangers, наставником которой также был Федерико.
30 сентября 2014 года вышел 4 студийный альбом исполнителя под названием «Pop-Hoolista», дебютировавший на первом месте в итальянских чартах.
В 2015 году Fedez записал итальяноязычную версию песни One Last Time, которая является дуэтом с американской певицей Ариана Гранде, песня была выпущена 25 мая, но только через три месяца после оригинального релиза её сингла.
Сейчас Fedez совместно с J-Ax заканчивает пятый студийный альбом, который выйдет в январе 2017 года и будет состоять из 30 треков. В марте и апреле 2017 года исполнители дадут тур в поддержку их нового альбома.
С 1 января 2017 года Федерико покидает Итальянское общество авторов и издателей (SIAE) и передает свои музыкальные права в Soundreef.

## Личная жизнь
6 мая 2017 года во время концерта в рамках тура «Comunisti col Rolex», сделал предложение руки и сердца модели Кьяре Ферраньи, c которой встречался с 2016 года. 19 марта 2018 года в Лос-Анджелесе родился сын Леоне
1 сентября 2018 года состоялась свадьба. 23 марта 2021 года у супругов родилась дочь Виттория.

## Дискография

### Студийные альбомы
- 2011 — Penisola che non c'è
- 2011 — Il mio primo disco da venduto
- 2013 — Sig. Brainwash - L'arte di accontentare
- 2014 — Pop-Hoolista
- 2017 — Comunisti col Rolex (совместный альбом с J-Ax)

### Мини-альбомы
- 2007 — Pat-a-Cake
- 2010 — Diss-Agio